# Wealdstone Raider
Der Wealdstone Raider (eigentlich Gordon Hill) ist ein britischer Fußballfan und Anhänger des Vereins FC Wealdstone aus Harrow im Nordwesten von London.

## Hintergrund
Bekannt wurde er durch ein Video auf der Internetplattform YouTube aus dem März 2013, das ihn zeigt, wie er während eines Spiels Fans des gegnerischen FC Whitehawk mit Phrasen wie „You want some?“ und „You’ve got no fans“ verbal angeht. Hill gab später an, zu diesem Zeitpunkt unter dem Einfluss von Alkohol gestanden zu haben. Das Video entwickelte sich zu einem Internetmeme und erreichte im Lauf der Zeit über 17 Millionen Zugriffe. Außerdem zog es zahlreiche Parodien anderer YouTube-Nutzer nach sich.
Im Dezember 2014 startete die Boulevardzeitung Daily Mirror eine Kampagne, den Wealdstone Raider zu Weihnachten auf Platz 1 der britischen Charts zu bringen. Es wurde ein Musikvideo mit Gordon Hill und seinen bekannten Sprüchen produziert und in der Vorweihnachtswoche veröffentlicht. Die Einnahmen aus dem Verkauf der Single Got No Fans wurden wohltätigen Zwecken gewidmet, darunter dem Great Ormond Street Hospital.
In den Midweek Charts, der Chartvorschau am Mittwoch, rangierte das Lied nur auf Platz 37, bis zum Wochenende stieg es aber noch bis auf Platz 5 der UK-Charts.